# Lewis Milestone

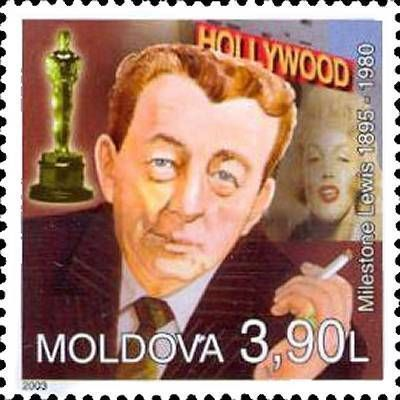
Moldaviskt frimärke från 2003, föreställande Lewis Milestone.

Lewis Milestone, ursprungligen Leib Milstein (ryska: Лейб Менделевич Мильштейн, Lejb Mendelevitj Milsjtejn), född 30 september 1895 i Kisjinjov i Kejsardömet Ryssland (nuvarande Chișinău i Moldavien), död 25 september 1980 i Los Angeles i Kalifornien, var en ryskfödd amerikansk filmregissör.

## Biografi
Lewis Milestone (Leib Milstein) föddes i dåvarande ryska Kisjinjov (nu Chișinău i Moldavien) och växte upp i Odessa (nu i Ukraina) i Bessarabien, med välbärgade judiska föräldrar. Han var kusin med violinisten Nathan Milstein. Leib Milstein studerade maskinteknik i Gent, Belgien, innan han flyttade till USA, före första världskrigets utbrott. Där arbetade han först med olika udda jobb, bland annat som fabriksstädare, men tog sedan under kriget värvning i Signal Corps i USA:s armé. Där var han involverad i olika roller, bland annat som filmfotograf och regiassistent, vid produktion av träningsfilmer till armén.
1919 erhöll han amerikanskt medborgarskap genom naturalisation. Samma år anlände han till Hollywood. Han började som filmklippare och regiassistent, tills han 1925 blev befordrad av Howard Hughes till filmregissör. Sedan kom han att ha sina största framgångar med framför allt krigsfilmer.
Redan 1929, vid den allra första Oscarsutdelningen, erhöll han en Oscar för bästa regi (komedifilm), för Tusen och ett skratt (1927). Året därpå vann han sin andra Oscar, igen för bästa regi, för På västfronten intet nytt (1930). Bland övriga filmer han regisserat märks Det stora reportaget (1931), Möss och människor (1939), Fallet Martha Ivers (1946), Samhällets olycksbarn (1952) och 1962 års version av Myteriet på Bounty (även om han inte var särskilt delaktig).

## Filmografi i urval
- 1926 – Kom som du är (ej krediterad)
- 1927 – Lillebror (ej krediterad)
- 1927 – Tusen och ett skratt (Two Arabian Knights)
- 1928 – The Racket
- 1930 – På västfronten intet nytt
- 1931 – Det stora reportaget
- 1932 – Regn
- 1936 – Generalen dog i gryningen
- 1936 – Samhällets fiende no 13
- 1938 – Hela familjen på vift (ej krediterad)
- 1939 – Möss och människor
- 1943 – Frihetskämpar
- 1943 – Överraskade i gryningen
- 1944 – Purpurhjärtat
- 1945 – Attack i sol
- 1946 – Fallet Martha Ivers
- 1948 – Triumfbågen
- 1949 – The Red Pony
- 1951 – Montezuma
- 1952 – Samhällets olycksbarn
- 1959 – Stormeld
- 1960 – Storslam i Las Vegas
- 1962 – Myteriet på Bounty